# Havernæs
Havernæs (dansk) eller Habernis (tysk) er navnet på en lille halvø (→næs) og landsby beliggende ved indgangen til Flensborg Fjord i det nordøstlige Angel i Sydslesvig i det nordlige Tyskland. Havernæs er beliggende mellem Nykirke og Nørregaardskov. Øst for Havernæs ligger Gelting Bugt.
Landsbyen blev første gang nævnt i 1490 og hører historisk under Kværn Sogn i Ny Herred. I dag hører landsbyen og halvøen under Stenbjerg kommune, i kirkelig henseende dog fortsat under Kværn Sogn. Stednavnet står i forbindelse med oldnordisk hafr og olddansk hafær for gedebuk eller måske med oldnordisk hafri for havre. I 1600-tallet kom det til stridigheder mellem indbyggerne fra Stenbjerg og Kværn Sogn om halvøens tilhørighed, som endte med at Havernæs kom til at blive under Kværn Sogn. Ifølge et sønderjysk folkesagn slog en hyrde fra Stenbjerg Sogn en hyrde fra Kværn ihjel, hvis navn var Nis. For at bøde derpå måtte indbyggerne fra Stenbjerg Sogn aftræde halvøen til Kværn. Efter en anden forklaring kom gerningsmanden fra Grumtoft Sogn. Markerne på halvøen tilhørte tidligere til godserne Norgaard og Udmark (Ohrfeld).
Halvøens nordlige spids kaldes for Huk (→ odde) med Storehøj. Efter stormfloden 1872 blev halvøens spids for en kort periode til en ø. Hukket blev senere inddiget. Store dele af halvøen er i dag fredet. Der findes markerne, et lille moseområde omkring Havernæs Å, en naturstrand og en op til 10 meter høj klint. Tæt ved Havernæs ved Volsrød (Wolsroi) er der en artesisk kilde.